# Marguerite xứ Bourbon, Vương hậu Navarra
Marguerite xứ Bourbon (tiếng Pháp: Marguerite de Bourbon; k. 1211 – 12 tháng 4 năm 1256) là vương hậu của Navarra và Nữ bá tước phu nhân xứ Champagne từ năm 1232 đến năm 1253 với tư cách là người vợ thứ ba của vua Thibaut I của Navarra. Sau khi chồng qua đời, bà cai trị cả vương quốc và lãnh địa bá tước với tư cách nhiếp chính trong ba năm dưới danh nghĩa con trai của họ, Thibaut II của Navarra.

## Hôn nhân
Marguerite sinh ra trong Gia tộc Dampierre, là con gái lớn của Archambaud VIII, Lãnh chúa của Bourbon. Mẹ bà là người vợ đầu tiên của cha cô, Alice xứ Forez, con gái của Guigues III, Bá tước xứ Forez. Archambaud là người giám sát của Bá tước Thibaut IV xứ Champagne. Marguerite mới được 15 tuổi nhưng bà đã trở thành vợ thứ ba của Bá tước xứ Thibaut góa vợ đã 32 tuổi vào ngày 12 tháng 9 năm 1232. Người vợ đầu tiên của ông, Gertrude xứ Dagsburg, đã bị ly hôn và qua đời. Trong khi người vợ thứ hai, Agnes xứ Beaujeu, cũng qua đời mà chỉ để lại một cô con gái, Blanche. Cuộc hôn nhân của họ là một trong hai cuộc hôn nhân duy nhất của những bá tước Champagne có sự chênh lệch tuổi tác đáng kể giữa vợ chồng, cuộc hôn nhân còn lại là của Henry I xứ Champagne và Marie của Pháp. Marguerite được thừa hưởng một của hồi môn lớn, nhưng có một điều khoản bất thường trong hợp đồng hôn nhân của bà quy định rằng chỉ một phần theo tỷ lệ sẽ được trả lại cho cha bà trong trường hợp bà qua đời mà không có con trong vòng chín năm đầu tiên của cuộc hôn nhân và không có gì nếu bà qua đời sau chín năm đã trôi qua. Chỉ khi hợp đồng kết thúc bằng sự hủy bỏ, như cuộc hôn nhân đầu tiên của cha mẹ bà và như của Theobald, thì toàn bộ số tiền mới được trả lại.

## Trong khoảng thời gian nhiếp chính
Cuộc hôn nhân của Marguerite kéo dài 20 năm, trong đó bà sinh bảy người con. Năm 1234, bà trở thành vương hậu của Navarra khi Thibaut thừa kế vương quốc từ người chú ruột của mình, Sancho VII. Thông tin về cuộc đời của Margaret với tư cách là vương hậu dường như được biết đến một cách tương đối lu mờ. Tuy nhiên, cái chết của chồng bà vào năm 1253 đã khiến bà trở nên nổi bật hơn hẳn: con trai của họ, Theobald II của Navarre mới 18 tuổi, trong khi luật pháp của vương quốc yêu cầu nhà vua phải 21 tuổi mới có quyền kiểm soát quyền thừa kế của mình. Bà ngay lập tức phải đối phó với một cuộc khủng hoảng kế vị trong vương quốc. Mặc dù chồng của bà cũng là Bá tước Champagne, đã cư trú ở Navarra phần lớn thời gian sau khi ông lên ngôi hoàng gia, nhưng giới quý tộc của vương quốc không sẵn lòng chấp nhận con trai ông làm vua của họ. Marguerite đã ngăn chặn sự bùng nổ của một cuộc nổi loạn mở bằng cách đi cùng Thibaut con đến thủ đô Pamplona, và liên minh với Vương quốc láng giềng Aragon. Bà cũng phải hứng chịu cuộc tranh chấp lâu dài của chồng với Hiệp sĩ Dòng Đền, người đã mua nhiều tài sản phong kiến ở Champagne bất chấp sự phản đối của ông. Marguerite kiên quyết cấm họ mua thêm đất trong lãnh địa.
Năm 1254, con trai Marguerite, Thibaut thuyết phục bà sắp xếp một cuộc hôn nhân của ông với Isabella, con gái của Vua Louis IX của Pháp. Vua Theobald II đã đến tuổi trưởng thành vào năm 1256. Không còn làm nhiếp chính, thái vương hậu Marguerite lui về vùng lãnh địa rộng lớn của mình, bao gồm bảy lâu đài (chiếm một phần ba doanh thu tiền công), nơi bà dành phần còn lại của cuộc đời. Bà qua đời ở Provins và được chôn cất tại Tu viện thánh Joseph xứ Clairval ở Flavigny-sur-Ozerain.

## Hậu duệ
- Eleanor, chết non [4]
- Theobald II của Navarre[4]
- Pierre (qua đời 1265)[4]
- Marguerite, kết hôn năm 1255 với Frederick III, Công tước xứ Lorraine[4] và là mẫu thân của Theobald II xứ Lorraine.
- Beatriz của Navarra, Công tước phu nhân xứ Bourgogne với tư cách vợ của Hugues IV xứ Bourgogne.
- Enrique I của Navarra, kết hôn với Blanche xứ Artois[4]